# 경릉 (조선 덕종)
경릉(敬陵)은 조선 세조의 아들로 요절한 의경세자(후에 덕종으로 추존)와 그의 비 소혜왕후의 능이다. 대한민국 경기도 고양시 덕양구 용두동에 있으며, 서오릉의 하나로, 1970년 5월 26일 사적 제198호로 지정되었다.

## 개요
의경세자는 세종 20년 1438년 9월 15일 수양대군의 맏아들로 태어났으며, 1455년 계유정난으로 집권한 세조에 의해 세자에 책봉되었지만, 세조 3년 1457년에 요절하였다. 의경세자가 요절하자 그 해 풍수지리설에 따라 길지로 추천된 현재의 위치에 안장하였다. 후에 성종의 어머니인 인수대비 소혜왕후 한씨도 1504년 연산군 10년에 승하하여 오른쪽 언덕에 안장되었다.

## 우상좌하 원칙과 군신관계
본디 왕릉을 쓸 때는 누워있는 시신을 기준으로 우측에 왕을, 좌측에 왕비를 안장한다. 살아있을 때는 좌측(앉아있는 사람 기준)이 상석이니 죽으면 그 반대라고 여겼던 것인데, 경릉은 부인인 소혜왕후가 상좌인 우측에 안장되어 있다. 이것은 승하할 당시의 신분 차이 때문인데, 의경세자의 경우는 세자의 신분이었지만 소혜왕후의 경우는 왕실의 최고 어른인 대왕대비로서 승하했기 때문에 군신 관계에 따라 위가 되는 것이다. 능상의 석물 또한 문인석만을 갖춘 의경세자와는 달리 소혜왕후의 경우 무인석까지 갖추고 있다.